# John McCain
John Sidney McCain III (ur. 29 sierpnia 1936 w Coco Solo, w Strefie Kanału Panamskiego, zm. 25 sierpnia 2018 w Cornville) – amerykański wojskowy i polityk, mąż stanu, komandor US Navy, w latach 1983–1987 członek Izby Reprezentantów, a w latach 1987–2018 senator Partii Republikańskiej z Arizony, kandydat Partii Republikańskiej w wyborach prezydenckich w 2008 roku.

## Życiorys

### Dzieciństwo i młodość

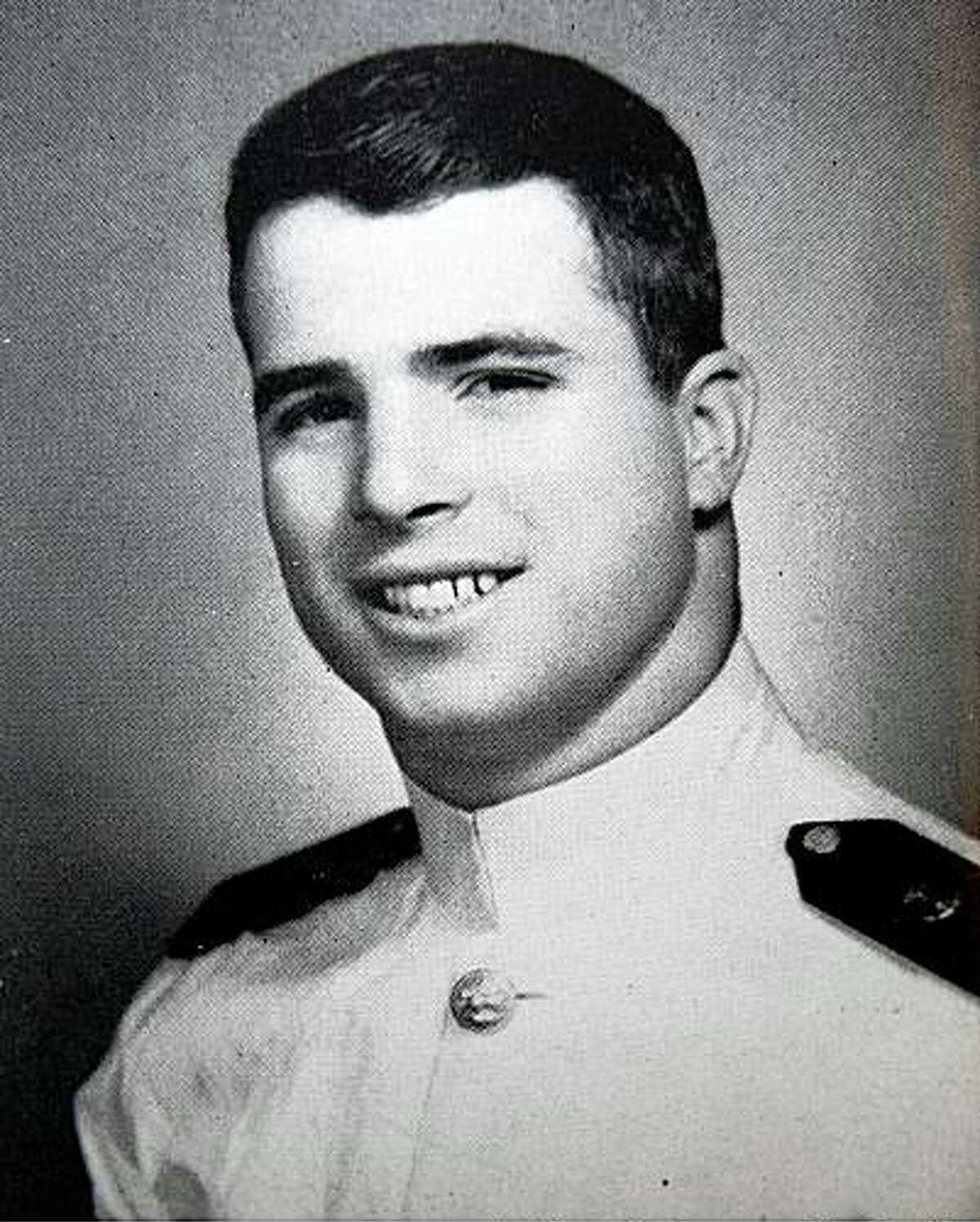
John McCain jako student Akademii Marynarki Wojennej w Annapolis (ok. 1954)

Pochodził z rodziny oficerów wojskowych. Jego dziadek, John Sr., i ojciec, John Jr., byli admirałami Marynarki Wojennej USA. John S. McCain III urodził się w bazie lotniczej Coco Solo na terenie kontrolowanej przez Stany Zjednoczone Strefy Kanału Panamskiego. W związku z kolejnymi przydziałami służbowymi Johna McCaina Jr. rodzina często zmieniała miejsce zamieszkania. Młody John McCain wychowywał się m.in. w New London w Connecticut, Pearl Harbor na Hawajach oraz w wielu bazach wojskowych na Oceanie Spokojnym. Jego ojciec brał udział w walkach na Pacyfiku z flotą japońską jako dowódca okrętu podwodnego. Po zakończeniu II wojny światowej rodzina McCainów osiadła w Północnej Wirginii, gdzie John McCain uczęszczał do szkoły. W 1951 rozpoczął naukę w Episcopal High School w Alexandrii (Wirginia), a w 1954 wstąpił do Akademii Marynarki Wojennej w Annapolis.

### Służba wojskowa

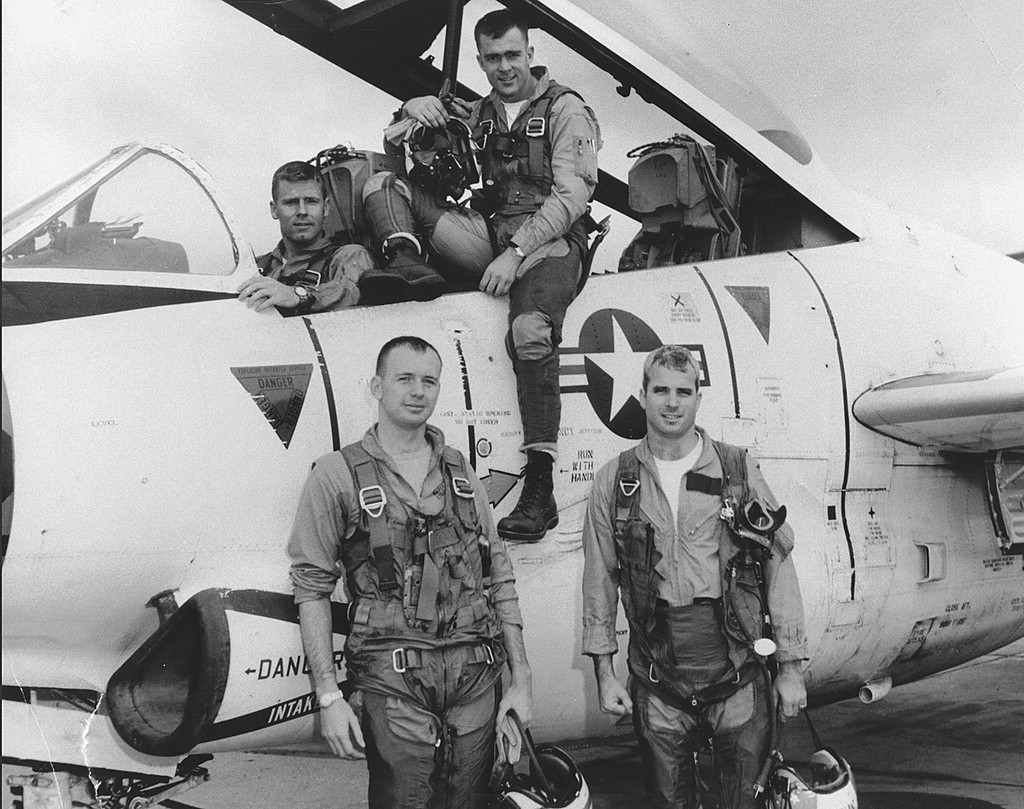
John McCain (pierwszy z prawej) na tle samolotu treningowego T-2 Buckeye (1965)

Po ukończeniu studiów w 1958 został powołany do służby w stopniu podporucznika w bazach lotnictwa Marynarki Wojennej w Pensacola na Florydzie i Corpus Christi w Teksasie, gdzie odbywał szkolenie. Pilotował samoloty szturmowe A-1 Skyraider. Szkolenie ukończył w 1960 jako pilot lotnictwa szturmowego Marynarki Wojennej.
Służył na lotniskowcach USS „Intrepid” i USS „Enterprise” na Morzu Karaibskim, m.in. w trakcie kryzysu kubańskiego w 1962. Następnie pracował jako instruktor w bazie lotniczej w Meridian (Missisipi). Od 1966 służył jako pilot samolotów A-4 Skyhawk w załodze lotniskowca USS „Forrestal” na Morzu Śródziemnym i Oceanie Atlantyckim.

#### Wojna w Wietnamie
Od wiosny 1967 USS „Forrestal” brał udział w operacji Rolling Thunder podczas wojny wietnamskiej. Celem operacji było zniszczenie infrastruktury, zaplecza przemysłowego i obrony przeciwlotniczej Wietnamu Północnego. McCain brał udział w nalotach na obiekty wojskowe i przemysłowe. Został ranny w katastrofie, do której doszło 29 lipca 1967 na pokładzie USS „Forrestal”, w wyniku przypadkowego odpalenia rakiety przez jeden z przygotowujących się do startu samolotów. Na czas remontu lotniskowca McCain zgłosił się do służby w eskadrze szturmowej lotniskowca USS „Oriskany”.

#### Jeniec wojenny
26 października 1967, gdy brał udział w nalocie na elektrociepłownię w centrum Hanoi, jego samolot został trafiony rakietą przeciwlotniczą w prawe skrzydło. W trakcie katapultowania złamał obie ręce i nogę, Wylądował w jeziorze Truc Bach. Wietnamczycy pojmali rannego McCaina i zatrzymali w miejscowym więzieniu. Mimo ciężkich przesłuchań McCain nie ujawnił niczego poza swoim nazwiskiem, stopniem, numerem i datą urodzenia. Dopiero gdy okazało się, że jest synem amerykańskiego dowódcy wysokiej rangi (John McCain Jr. był wówczas dowódcą Sił US Navy w Europie), został poddany leczeniu w szpitalu, a informacja o jego pojmaniu została ujawniona stronie amerykańskiej. W grudniu 1967 trafił do obozu jenieckiego. Początkowo przebywał w celi z dwoma innymi Amerykanami, zaś od marca 1968 przez kolejne dwa lata był zamknięty w izolatce. Gdy jego ojciec został w lipcu 1968 mianowany dowódcą Sił Amerykańskich na Pacyfiku (CINCPAC), władze północnowietnamskie zaoferowały młodemu McCainowi możliwość zwolnienia. Wobec braku zgody Wietnamczyków na uwolnienie innych jeńców amerykańskich, McCain odmówił. Od sierpnia 1968 poddawany był ciężkim torturom. W międzyczasie zachorował na dyzenterię. W czasie pobytu w obozie miał przeżyć próbę samobójczą. W wyniku tortur zmuszono go do podpisania oświadczenia, w którym przyznawał się do rzekomych zbrodni wojennych. Po odmowie podpisania kolejnego oświadczenia był ponownie poddany torturom. Jak sam twierdził, przy życiu trzymała go modlitwa. Więzienie stało się miejscem, gdzie umocniła się jego wiara.
W grudniu 1969 został przeniesiony do więzienia Hỏa Lò, w następnych latach był przenoszony do kolejnych obozów jenieckich, a warunki, w których przetrzymywano jeńców, poprawiły się. W związku z podpisaniem 27 stycznia 1973 w Paryżu porozumień pokojowych między stronami walczącymi w wojnie wietnamskiej, McCain został 15 marca 1973 zwolniony i powrócił do USA.

#### Powrót do Stanów Zjednoczonych

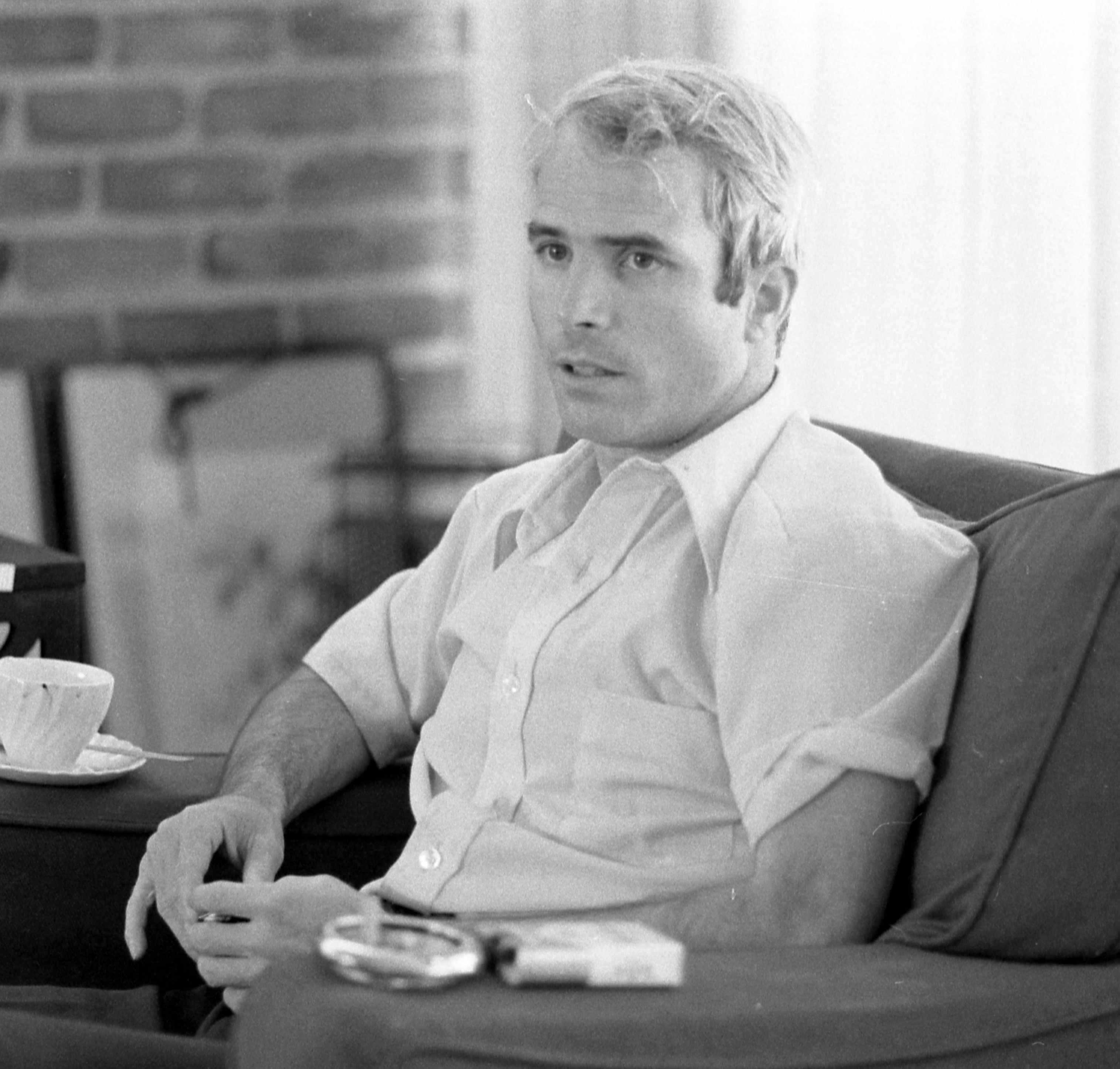
John McCain podczas wywiadu po powrocie do kraju (24 kwietnia 1973)

Po powrocie do Stanów Zjednoczonych McCain stał się bohaterem mediów. Spotkał się z prezydentem Richardem Nixonem, publikowano o nim artykuły w prasie. Poddał się także intensywnej rehabilitacji z myślą o powrocie do czynnej służby. W latach 1973–1974 uczęszczał do National War College w Waszyngtonie. W 1974 objął stanowisko dowódcy eskadry samolotów w bazie lotnictwa Marynarki Wojennej koło Jacksonville na Florydzie.
W 1976 rozważał możliwość startu w wyborach do Izby Reprezentantów. Jednak z rekomendacji ówczesnego dowódcy Marynarki Wojennej Jamesa Hollowaya został w 1977 oficerem łącznikowym US Navy w Senacie. Nawiązał szereg znajomości z wpływowymi politykami obu partii. Właśnie z tego okresu wywodzi się jego długoletnia przyjaźń z Joe Bidenem, z którym wielokrotnie podróżował z racji jego pracy w Senackiej Komisji Relacji Zagranicznych. W 1981 odszedł ze służby w Marynarce w stopniu komandora.

### Kariera polityczna

#### Izba Reprezentantów

Senator John McCain z prezydentem Ronaldem Reaganem (3 marca 1987)

Po przeprowadzce do Phoenix w Arizonie zajmował się public relations w należącym do jego teścia przedsiębiorstwie Hensley Beverage Company, aby zyskać tym sposobem poparcie lokalnych wyborców. Zwyciężywszy wcześniej w prawyborach o uzyskanie nominacji z ramienia Republikanów, w listopadzie 1982 wygrał wybory do Izby Reprezentantów. Zasiadał m.in. w Komitecie Spraw Wewnętrznych, przewodniczył republikańskiemu zespołowi ds. Indian. Wspierał politykę prezydenta Ronalda Reagana. W 1984 w kolejnych wyborach do Izby uzyskał reelekcję. Mimo swego poparcia dla prezydenta, w 1985 głosował za odrzuceniem weta Reagana wobec Aktu Przeciwko Apartheidowi nakładającego sankcje na RPA. W tym samym roku odbył wraz z dziennikarzem CBS Walterem Cronkite’em pierwszą od czasu uwolnienia podróż do Wietnamu.

#### Senat

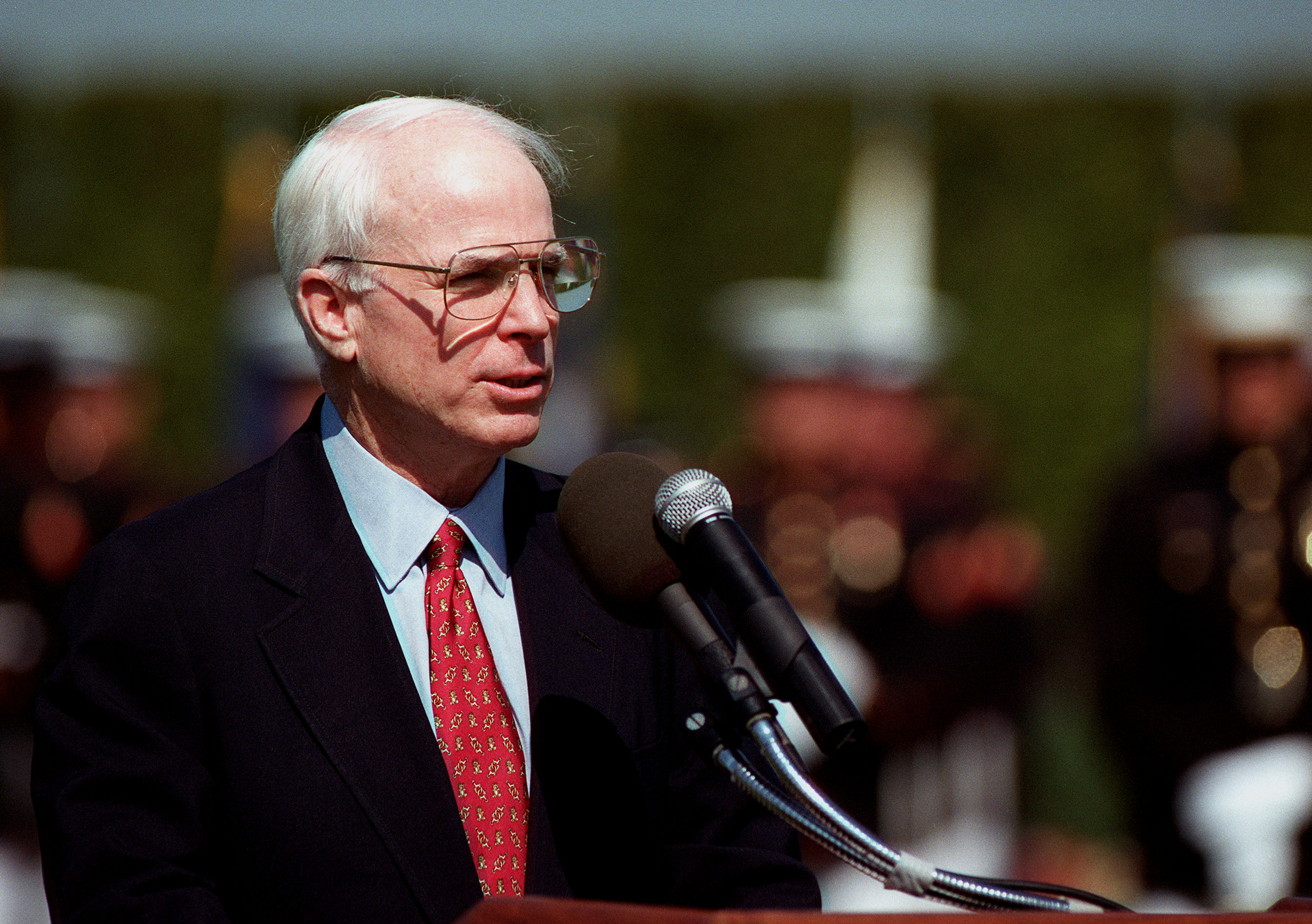
Senator John McCain przemawiający w Pentagonie (19 września 1997)

W związku z przejściem na polityczną emeryturę wieloletniego senatora republikańskiego z Arizony Barry’ego Goldwatera, w 1986 McCain zdecydował się ubiegać o funkcję senatora. Nominację wewnątrzpartyjną uzyskał bez konkurencji w prawyborach, a w wyborach powszechnych pokonał demokratycznego oponenta Richarda Kimballa. Mandat objął 6 stycznia 1987. Został członkiem Komisji Sił Zbrojnych, Komisji Handlu, Nauki i Transportu oraz Komisji ds. Indian. W latach 1992, 1998 i 2004 ponownie wygrywał wybory, deklasując rywali. W dotychczasowej senackiej karierze był przewodniczącym Komisji ds. Indian (1995–1997 i ponownie 2005–2007), przewodniczącym Komisji Handlu, Nauki i Transportu (1997–2001, 2001, 2003–2005). Od 2007 do 2018 był liderem mniejszości republikańskiej w Komisji Sił Zbrojnych.
W Senacie sponsorował wraz z Russem Feingoldem ustawę Bipartisan Campaign Reform Act reformującą finansowanie amerykańskich kampanii wyborczych, znaną potocznie jako „McCain-Feingold Bill”.
Był jednym z trzech ostatnich weteranów wojny wietnamskiej (obok Johna Kerry’ego oraz Toma Carpera, demokraty z Delaware), którzy zasiadali w Senacie, choć jeszcze stosunkowo niedawno było ich więcej (np. Chuck Hagel, Chuck Robb, Max Cleland, Al Gore).

### Kandydatura w wyborach prezydenckich

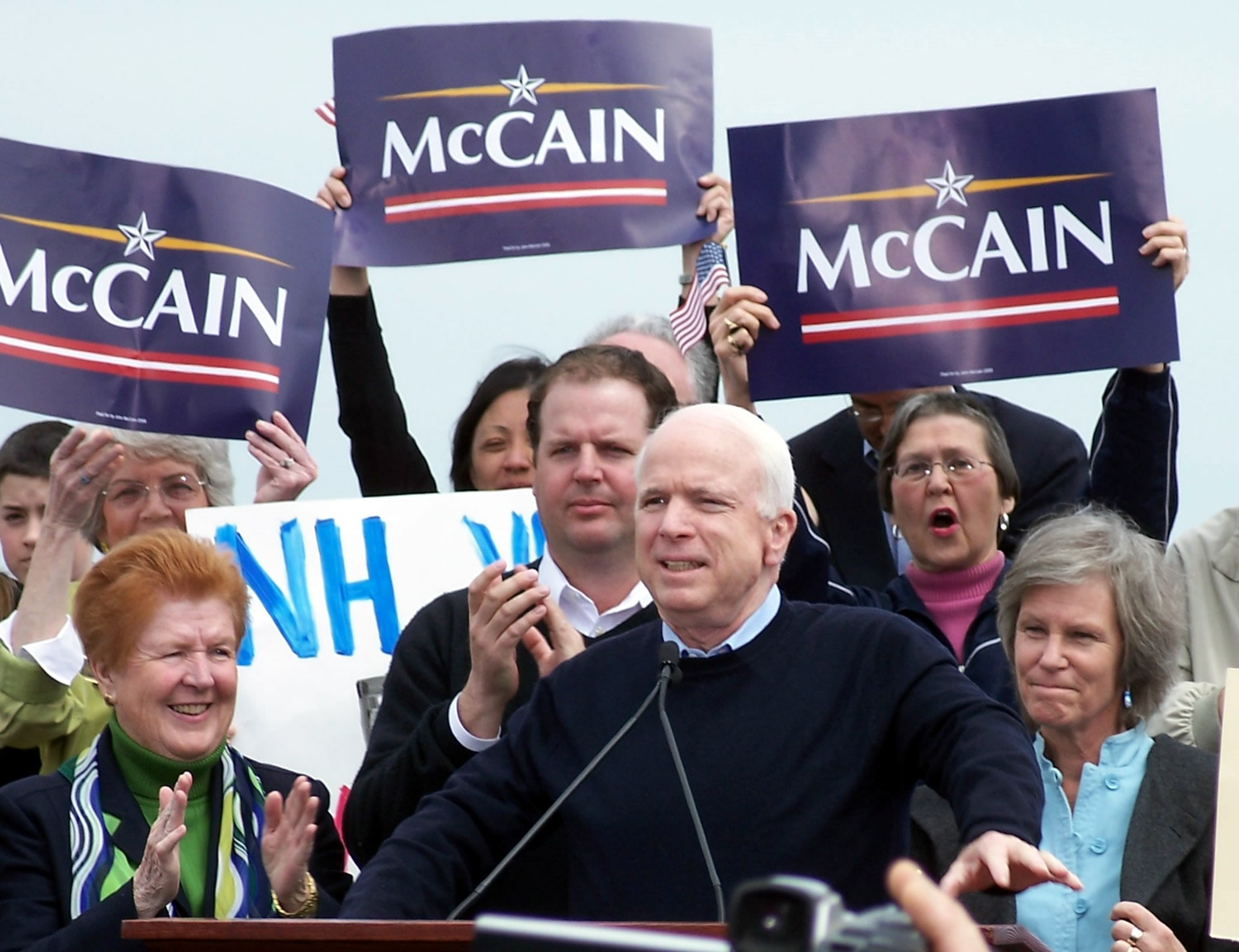
Senator John McCain ze swoimi zwolennikami w Portsmouth w stanie New Hampshire (25 kwietnia 2007)

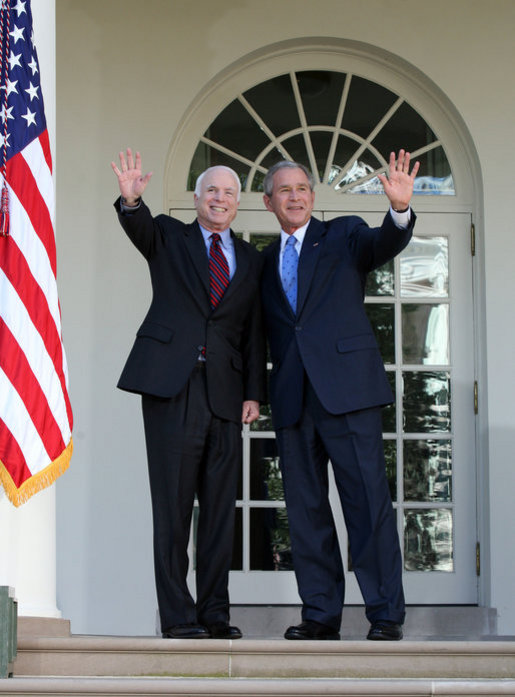
Senator John McCain z prezydentem George’em W. Bushem w Białym Domu (5 marca 2008)

#### Wybory w 2000
W 2000 ubiegał się o nominację republikanów na urząd prezydenta i wygrał prawybory w stanach New Hampshire, Michigan, Arizona, Rhode Island, Connecticut i Vermont. Nominację jednak uzyskał wówczas gubernator Teksasu George W. Bush.

#### Wybory w 2008
W głosowaniu 4 listopada 2008 elektorzy popierający McCaina otrzymali łącznie ponad 58 mln głosów (46%). W głosowaniu elektorów 15 grudnia 2008 McCain uzyskał 173 głosy elektorskie, natomiast Barack Obama 365.
4 marca 2008, po wygraniu prawyborów w 21 stanach, zapewnił sobie nominację Partii Republikańskiej na jej kandydata w wyborach prezydenckich w 2008. Był groźnym konkurentem dla kandydata demokratów Baracka Obamy m.in. ze względu na swój dystans wobec niepopularnej administracji Busha.
21 lutego 2008 New York Times opublikował szkalujący McCaina artykuł, który zgromadził wokół niego tych republikanów, którzy wcześniej byli mu nieprzychylni.
26 lipca 2008 spotkał się z Dalajlamą XIV i wezwał władze Chin do uwolnienia tybetańskich więźniów politycznych.
29 sierpnia 2008 ogłosił, że jeśli wygra wybory, wiceprezydentem zostanie ówczesna gubernator Alaski Sarah Palin.
McCain otrzymał nominację partyjną podczas konwencji w Minneapolis-Saint Paul w Minnesocie, która odbyła się w dniach 1 września-4 września 2008.
Przed wyborami wziął udział w trzech telewizyjnych debatach z Barackiem Obamą. Według większości sondaży i komentatorów wygrał je nieznacznie Obama.
W ostatnich sondażach przedwyborczych tracił od kilku do kilkunastu procent w stosunku do Baracka Obamy.
W noc powyborczą, w oparciu o jednoznacznie niekorzystne dla siebie nieoficjalne wyniki z kluczowych stanów, McCain uznał swoją porażkę i pogratulował zwycięstwa Obamie.

### Program wyborczy
W swoim przemówieniu 15 maja 2008 zapowiedział, że jeśli zostanie prezydentem, to do 2013 obniży podatki i uszczelni granicę z Meksykiem. Obiecał również zakończenie tragicznych wydarzeń w Darfurze, wycofanie do 2013 części wojsk amerykańskich z Iraku oraz powołanie Ligi Państw Demokratycznych.
Proponował uprościć system podatkowy (dwa niższe progi i znaczne ulgi) dla pobudzenia gospodarki. Był za trwałą obniżką progów przyjętą za pierwszej kadencji prezydenta Busha (inaczej obniżki te znikną w 2010). Wyższa stawka wzrosłaby wtedy do 39,6%. Senator z Arizony proponował też obniżenie z 35 do 25% podatku od firm i zawieszenie latem akcyzy federalnej od benzyny (18,4%) i oleju napędowego (24,4%). Rodzinom z klas średnich chciał obniżyć podatek, podwajając do 7 tys. dol. rocznie sumę zwolnioną z podatku na każdego członka rodziny. Zobowiązał się zrównoważyć w ciągu czterech lat budżet federalny. Uważał, że rządowa pomoc dla sektora bankowego powinna jedynie zapobiegać ryzykom systemowym zagrażającym całemu systemowi finansowemu i gospodarce.

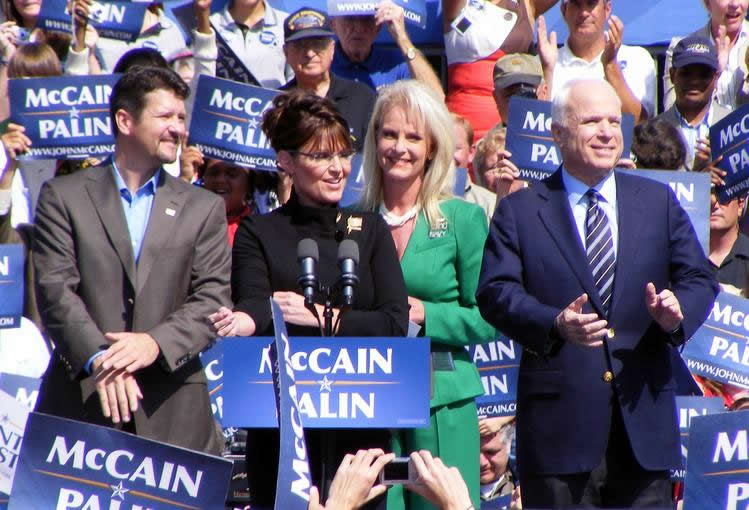
Senator John McCain z (od lewej) Toodem i Sarah Palin oraz ze swoją żoną Cindy w Fairfax w stanie Wirginia (10 września 2008)

Proponował również w kampanii wyborczej przeznaczenie 10 mld dol. dla właścicieli domów, aby mogli zmienić warunki spłaty kredytów na korzystniejsze. Chciał, by ubezpieczeni sami dokonywali wyboru prywatnego ubezpieczenia, wówczas zwiększyłaby się konkurencja. Był za upowszechnianiem nieopodatkowanych kont oszczędnościowych na dbanie o zdrowie.
Zakładał redukcję emisji dwutlenku węgla o dwie trzecie do 2050, nalegał na budowę elektrowni jądrowych i rozwiązanie sporów o składowanie i utylizację odpadów materiałów rozszczepialnych.
Zapowiadał również, że będzie dążył jako prezydent do wykluczenia Rosji z grupy G8, a także zapewnił, że będzie bronić krajów dawnego bloku sowieckiego przed rosyjskim imperializmem. Przeciwstawiał się wysuwanym m.in. przez Obamę propozycjom dyplomatycznego zaangażowania reżimów wrogich wobec USA, takich jak Kuba czy Iran.

### Krytyka
Przeciwnicy McCaina odwoływali się zwykle do groźby kontynuacji powszechnie źle ocenianej polityki George’a W. Busha, przede wszystkim w kwestiach gospodarki i sytuacji międzynarodowej. Często wysuwany był także argument wieku kandydata. W przypadku wygranej John McCain byłby najstarszym prezydentem w momencie wyboru w historii USA (72 lata). W kontekście tego argumentu przeciwnicy kandydata przypominali niekiedy jego wpadki – np. dwie wypowiedzi na temat nieistniejącego już kraju, Czechosłowacji.
We wrześniu 2008 McCain został skrytykowany przez sztab Obamy oraz liberalne i konserwatywne media za niejednoznaczne wypowiedzi na temat kryzysu na giełdzie.
McCain był także krytykowany za liczne negatywne elementy kampanii wyborczej wobec Obamy.
Naraził się również na krytykę zespołu muzycznego Foo Fighters za bezprawne wykorzystanie utworu „My Hero” pochodzącego z ich albumu „Color and the shape” (1997). Muzycy skarżyli się, że McCain nie starał się uzyskać zgody na użycie ich utworu w swojej kampanii.

#### Działalność po 2008 roku
McCain był w USA głównym zwolennikiem interwencji militarnej w Libii. Powoływał się na przykłady katastrof humanitarnych w Rwandzie i Bośni w latach 90. XX wieku, gdy USA nie zdecydowały się na interwencje. McCain przekonywał do interwencji już w lutym, a po rezolucji ONZ, gdy demokratyczny prezydent Barack Obama podejmował decyzje o akcji militarnej bez konsultacji z Kongresem, McCain bronił tej decyzji przed parlamentem. Po przekazaniu dowództwa nad operacją libijską w ręce NATO krytykował natomiast wycofanie lotnictwa i pozostawienie działań wyłącznie w rękach europejskich sojuszników i nalegał też na dostarczenie powstańcom broni.
W maju 2018 ukazała się jego książka pt. „Restless Wave: Good Times, Just Causes, Great Fights, and Other Appreciations” (Niespokojna fala: dobre czasy, słuszne sprawy, wielkie walki i uznanie dla innych rzeczy), która jest jego wspomnieniami i jednocześnie pożegnalną publikacją.
W czerwcu 2018 ukazał się film pt. „John McCain: Komu bije dzwon” wyreżyserowany przez Petera Kunhardta.
W lipcu 2017 przeszedł operację usunięcia zakrzepu, podczas operacji zdiagnozowano u niego agresywną postać nowotworu mózgu. Zmarł 25 sierpnia 2018 o 16:28 MT w otoczeniu najbliższej rodziny, dzień po ogłoszeniu, że zdecydował się na przerwanie uciążliwej terapii onkologicznej, która nie przynosiła oczekiwanych efektów. 2 września 2018 został pochowany na cmentarzu Akademii Marynarki Wojennej w Annapolis.

### Poglądy polityczne
McCain był przeciwnikiem aborcji. Podczas kampanii prezydenckiej oświadczył też, że będzie „prezydentem broniącym życia poczętego”.

## Wyniki wyborów

### Izba Reprezentantów
Wybory w 1. kongresowym okręgu w Arizonie.
- 1982
  - John McCain (R-republikanin) – 89 116 (65,90%)
  - William E. Hegarty (D-demokrata) – 41 261 (30,51%)
  - Richard K. Dodge (LBT-libertarianin) – 4850 (3,59%)
- 1984
  - John McCain (R) – 162 418 (78,08%)
  - Harry W. Braun (D) – 45 609 (21,93%)

### Senat
Podano najważniejszych konkurentów.
- 1986
  - John McCain (R) – 521 850 (60%)
  - Richard Kimball (D) – 340 965 (40%)
- 1992
  - John McCain (R) – 771 395 (56%)
  - Claire Sargent (D) – 436 321 (32%)
  - Evan Mecham (I-niezależny) – 145 361 (11%)
- 1998
  - John McCain (R) – 696 577 (69%)
  - Ed Ranger (D) – 275 224 (27%)
- 2004
  - John McCain (R) – 1 505 372 (77%)
  - Stuart Starky (D) – 404 507 (21%)
- 2010
  - John McCain (R) – 926 372 (59%)
  - Rodney Glassman (D) – 540 904 (35%)
  - David Nolan (LBT) – 72 993 (5%)

### PrawyboryPartii Republikańskiej
- przed wyborami prezydenckimi w 2000
  - George W. Bush – 12 034 676 (62,00%)
  - John McCain – 6 061 332 (31,23%)
  - Alan Keyes – 985 819 (5,08%)
  - Steve Forbes – 171 860 (0,89%)
  - Gary Bauer – 60 709 (0,31%)
  - Orrin Hatch – 15 958 (0,08%)
- przed wyborami prezydenckimi w 2008
  - John McCain – 9 926 234 (46,80%)
  - Mitt Romney – 4 663 847 (21,99%)
  - Mike Huckabee – 4 280 723 (20,18%)
  - Ron Paul – 1 210 022 (5,71%)
  - Rudy Giuliani – 597 494 (2,82%)
  - Fred Thompson – 294 607 (1,39%)
  - Alan Keyes – 59 637 (0,28%)
  - Duncan Hunter – 39 895 (0,19%)
  - Tom Tancredo – 8595 (0,04%)
  - John H. Cox – 3351 (0,02%)
  - Sam Brownback – 2838 (0,01%)

### Wybory prezydenckie w 2008

Rozkład głosów Kolegium Elektorów w wyborach 2008 r.

- Barack Obama/Joe Biden (D) – 69 456 898 (52,87%) i 365 głosów elektorskich
- John McCain/Sarah Palin (R) – 59 934 814 (45,62%) i 173 głosy elektorskie

## Życie prywatne

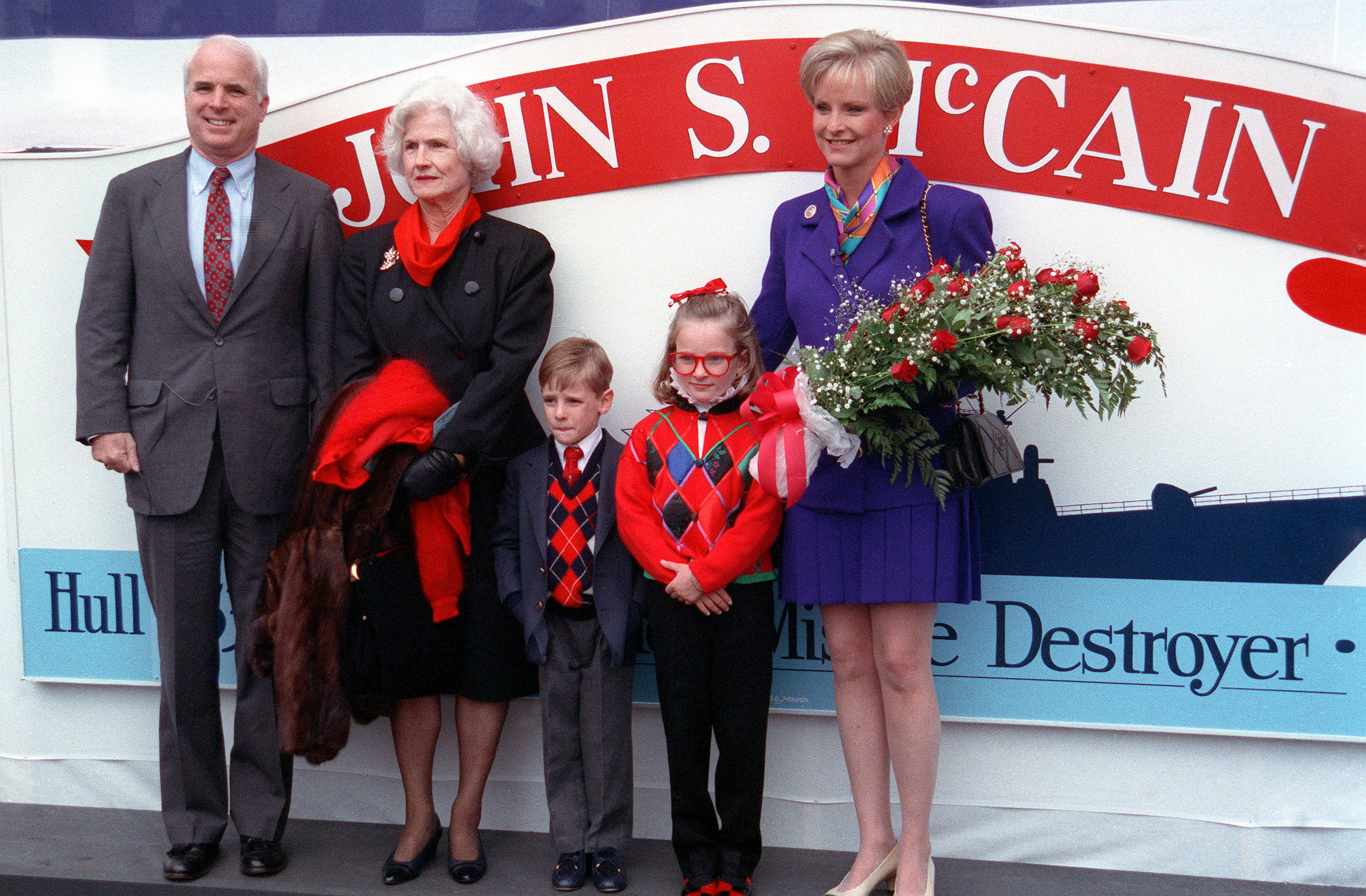
John McCain podczas chrztu okrętu USS „John S. McCain” w Bath Iron Works w stanie Maine z (od lewej) matką Robertą, synem Jackiem, córką Meghan i żoną Cindy (26 sierpnia 1992)

W 1965 ożenił się z Carol Shepp i adoptował jej dwóch synów: Douglasa (ur. 1960) i Andrew (ur. 1962). Z tego związku miał także córkę Sidney (ur. 1966). W 1979, gdy jego małżeństwo przechodziło kryzys, poznał swoją drugą żonę Cindy Hensley. Ich wzajemne relacje szybko się rozwijały. W kwietniu 1980 John McCain rozwiódł się ze swoją pierwszą żoną Carol, a 17 maja wziął ślub z Cindy. Miał z nią czwórkę dzieci: córki Meghan (ur. 1984) i adoptowaną z Bangladeszu w 1993 Bridget (ur. 1991) oraz dwóch synów Johna Sidneya IV „Jacka” (ur. 1986) i Jamesa (ur. 1988). Oprócz siedmiorga dzieci miał również czworo wnucząt.
Zagrał epizodyczne role w komedii romantycznej Polowanie na druhny (2005) oraz w 5. sezonie serialu 24 godziny.

## Odznaczenia

### Amerykańskie
- Prezydencki Medal Wolności (pośmiertnie) – 7 lipca 2022[29][30]
- Srebrna Gwiazda[31][32]
- Legia Zasługi z odznaką waleczności[31][32]
- Zaszczytny Krzyż Lotniczy[31]
- Brązowa Gwiazda, trzykrotnie z odznaką waleczności[32]
- Purpurowe Serce, dwukrotnie[31][32]
- Medal za Chwalebną Służbę, dwukrotnie[32]
- Medal Lotniczy, pięciokrotnie[32]
- Medal Pochwalny Marynarki Wojennej i Korpusu Piechoty Morskiej, dwukrotnie z odznaką waleczności[32]
- Medal Jeńca Wojennego[32]
- Navy Expeditionary Medal[32]
- Medal Służby Obrony Narodowej[32]
- Medal Ekspedycji Sił Zbrojnych, dwukrotnie[32]
- Medal Służby w Wietnamie[32]
- Medal za Służbę Humanitarną[32]
- Combat Action Ribbon[32]
- Navy Meritorious Unit Commendation[32]
- Navy Unit Commendation[32]
- Naval Aviator Badge[33]

### Zagraniczne
- Medal Republiki Wietnamu za Kampanię z okuciem "1960-" (Wietnam Południowy)[32]
- Krzyż Komandorski Orderu Wiernej Służby (Rumunia, 2000)[34]
- Order Stara Płanina (Bułgaria, 2001)[35]
- Order Krzyża Ziemi Maryjnej I klasy (Estonia, 2002)[36]
- Wielki Krzyż Komandorski Orderu Wielkiego Księcia Giedymina (Litwa, 2003)
- Order Trzech Gwiazd II klasy (Łotwa, 2005)[37]
- Order Zwycięstwa Świętego Jerzego (Gruzja, 2006)[38]
- Narodowy Bohater Gruzji (Gruzja, 2010)[39][40]
- Krzyż Komandorski z Gwiazdą Orderu Zasługi RP (Polska, 2011)[41]
- Order Wolności (Ukraina, 2016)[42]
- Odznaka Zasługi Sił Obrony (Estonia, 2016)[43][44]
- Order Wolności (Kosowo, 2017)[45]
- Order Czarnogórskiej Wielkiej Gwiazdy (Czarnogóra, 2018)[46]
- Wielka Wstęga Orderu Wschodzącego Słońca (Japonia, 2018)[47]
- Order Czarnogórskiej Flagi I klasy (Czarnogóra, 2018)[48]
- Wielki Krzyż Komandorski Orderu Witolda Wielkiego (Litwa, 2018)[49]